# Zöblen
Zöblen è un comune austriaco di 222 abitanti nel distretto di Reutte, in Tirolo.